# Johan Ehn
Pour les articles homonymes, voir Ehn (homonymie).
Johan Ehn, né le 2 juillet 1975, est un homme politique ålandais, président du Lagting de 2015 à 2017.
Membre du parti Moderaterna på Åland, dont il devient le leader en 2011, il entre au Lagting, le parlement régional d'Åland, en 2003 en tant que suppléant de Jörgen Strand, nommé ministre du Commerce. Il devient deuxième vice-président du parlement en 2005. Il est élu en son nom propre en 2007, puis devient ministre de l'Éducation et de la Culture  au sein du gouvernement de Camilla Gunell en 2011,.